# Nils Johan Ekdahl

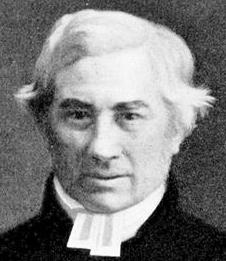
Nils Johan Ekdahl

Nils Johan Ekdahl (* 27. April 1799 in Fågeltofta, Schweden; † 20. Dezember 1870 in Stockholm) war ein schwedischer Theologe, politischer Schriftsteller und Kulturhistoriker.

## Leben
Nach dem Studium in Lund (ab 1820) wurde Ekdahl 1822 zum Pastor ordiniert und erhielt 1825 eine Hauslehrerstelle, später auch eine Stelle als Prediger in Stockholm. Mit einem Stipendium der Kungliga Vitterhets Historie och Antikvitets Akademien widmete er sich historischen und archäologischen Forschungen und bereiste 1826 Gotland, 1827 bis 1830 die Landschaften Norrlands im Norden Schwedens, wovon er in seiner Abhandlung Om vattuminskningen i norra poltrakterna (1865) berichtet.
Anschließend erforschte Ekdahl im Auftrag des Kungliga Samfundet för utgivande av handskrifter rörande Skandinaviens historia die Archivalien zu König Christian II. (Dänemark, Norwegen und Schweden). 1838 übernahm er das Amt des Hauptpastors (kyrkoherde) an der Adolf-Friedrich-Kirche in Stockholm. Hier setzte er sich besonders für die Armenfürsorge ein.
In seinen letzten Lebensjahren war Ekdahl zudem ein überzeugter Anhänger und Unterstützer des in Kopenhagen lebenden isländischen Theologen Magnús Eiríksson, von dem er zwei Schriften ins Schwedische übersetzte.

## Werke (Auswahl)
- Christiern II:s arkiv. I. Handlingar rörande Severin Norby. 1–3, 1835–1836.
- Några data ur en 13:årig embetsverksamhet till förklarande af en 6 månaders ofrivillig overksamhet. Stockholm 1851.
- Högmesso-predikan på klagodagen, den 14 augusti 1859, hållen i Adolf Fredriks kyrka. Stockholm 1859.
- Den norska frågans historik. Stockholm 1860.
- Predikan vid Jubelfesten den 4 november 1864. Stockholm 1864.
- Om vattuminskningen i norra poltrakterna, dess orsaker och dess följder: embetsberättelse. Stockholm 1865.
- Om osedligheten i Stockholm och dess botemedel. Stockholm 1866.